# Селенгинское викариатство
Селенги́нское викариа́тство — викариатство Русской православной церкви на территории Забайкалья, существовавшее в рамках Иркутской (1861—1894) и Читинской епархий (с перерывами в 1910—1930-х годах).

## История
25 мая 1861 года «в целях усиления миссионерской деятельности среди забайкальских бурят» при Иркутской епархии было образовано Селенгинское викариатство, названное по городу Селенгинску (ныне Новоселенгинск). Так Забайкальская духовная миссия, пребывавшая в Посольском Спасо-Преображенском монастыре, оформилась в викарную кафедру, и получила обособленную организацию и средства из казны.
Первым епископом Селенгинским стал Вениамин (Благонравов), рукоположённый 20 мая 1862 года. Он управлял Забайкальской духовной миссией до 1868 года. Вторым епископом Селенгинским был Мартиниан (Муратовский) (1869—1877), третьим — епископ Мелетий (Якимов) (1878—1888), четвёртым — епископ Макарий (Дарский) (1890—1892).
3 июня 1879 года указом императора Александра II викарная кафедра была перенесена в город Читу.
24 января 1893 года в Иркутске был рукоположён во епископа Селенгинского, викария Иркутской епархии иеромонах Георгий (Орлов).
28 января 1894 года путём выделения из Селенгинского викариатства учреждено Читинское викариатство Иркутской епархии, а 12 марта того же года Читинская кафедра становится епархиальной. Её первым архиереем назначается епископ Селенгинский Георгий (Орлов), а Селенгинская кафедра упраздняется.
Управление обширной Забайкальской епархией, вследствие увеличения с постройкой железной дороги населения и умножения числа церквей, стало крайне затруднительно для одного правящего архиерея. В 1908 году епископ Мефодий (Герасимов) направил ходатайство об установлении в Забайкалье кафедры викарного епископа Селенгинского. Преосвященный Иоанн (Смирнов) также ходатайствовал об учреждении викариатства, с резиденцией викарного епископа в Верхнеудинске. Иркутский Миссионерский съезд в 1910 году высказался за скорейшее открытие кафедры викарного епископа в Забайкальской епархии. Но все эти ходатайства не имели успеха.
В апреле 1916 года Совет Миссионерского общества в лице своего председателя, митрополита Московского Макария (Невского), ходатайствовал перед Святейшим Синодом о восстановлении в миссионерских целях Селенгинской викарной кафедры уже в составе Читинской епархии и возведении в сан епископа начальника Забайкальской миссии архимандрита Ефрема (Кузнецова). 5 октября 1916 года император Николай II утвердил синодальный доклад о восстановлении викариатства на местные средства, с наименованием «Селенгинское». Викарную кафедру возглавил Ефрем (Кузнецов), принявший мученическую кончину в сентябре 1918 года.
В конце 1921 году по согласованию с забайкальским духовенством патриарх Тихон принял решение о новом восстановлении Селенгинской кафедры, причём на викария легла обязанность временного управления всей Забайкальской епархией. Рукоположённый в 1922 году епископ Селенгинский Софроний (Старков) до 1923 года управлял Забайкальской епархией.
22 июня 1929 года управлявший Забайкальской епархией епископ Евсевий (Рождественский) издал распоряжение об обязательном возношении за богослужением имени Селенгинского епископа Софрония (Старкова) в Джидинском и Мысовском благочиниях, то есть в пределах Селенгинского викариатства.
Титул епископа Селенгинского сохранялся за епископом Софронием (Старковым) до его назначения 3 октября 1932 года указом Заместителя Патриаршего Местоблюстителя митрополита Сергия (Страгородского) на Арзамасское викариатство Нижегородской епархии.

## Епископы
Селенгинское викариатство Иркутской епархии
- Вениамин (Благонравов) (20 мая 1862 — 18 марта 1868)
- Мартиниан (Муратовский) (18 декабря 1869 — 17 октября 1877)
- Мелетий (Якимов) (5 ноября 1878 — 7 июля 1889)
- Макарий (Дарский) (15 июля 1889 — 25 октября 1892)
- Георгий (Орлов) (24 января 1893 — 12 марта 1894)

Селенгинское викариатство Читинской епархии
- Ефрем (Кузнецов) (20 ноября 1916 — 5 ноября 1918)
- Софроний (Старков) (23 апреля 1922 — 30 апреля 1923, лето 1923 — 16 октября 1932)

## Великие религиозные деятели

Великие религиозные деятели
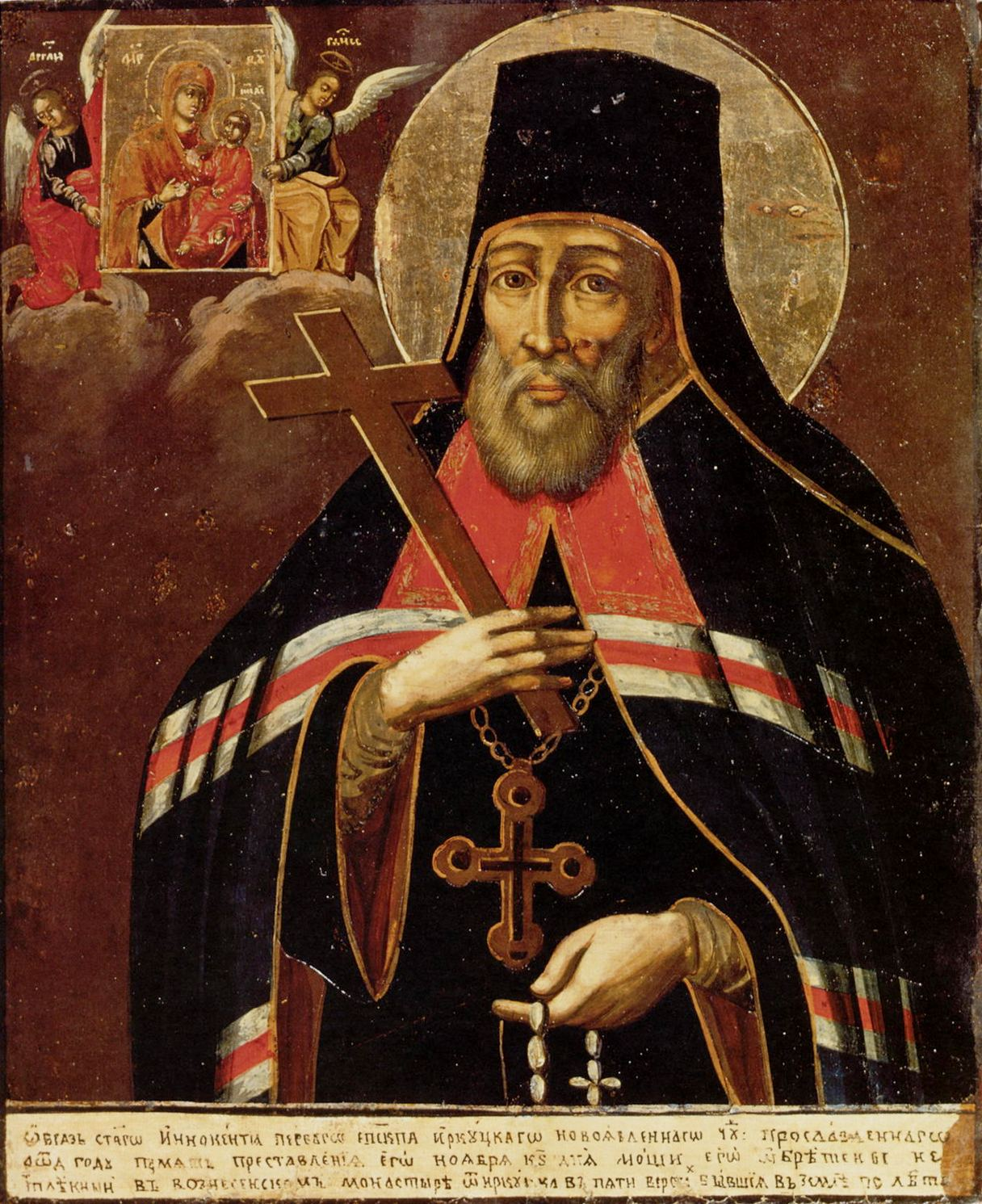
Епископ Иннокентий Иркутский и Нерчинский.
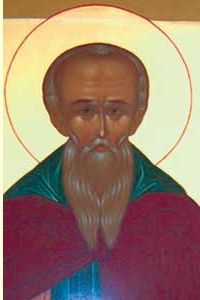
Преподобный Варлаам Чикойский
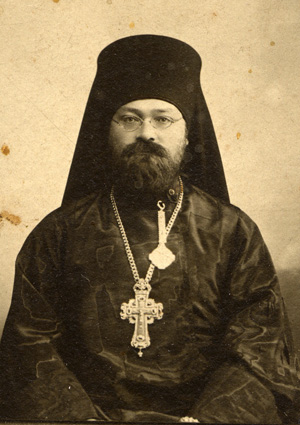
Епископ Ефрем Селенгинский, причислен к лику святых РПЦ.